# Discografia delle G.R.L.
Questa è la discografia delle G.R.L., gruppo pop statunitense tutto al femminile creato dalla coreografa Robin Antin, fondatrice di vari gruppi di successo come le Pussycat Dolls e le Girlicious. Il gruppo è composto da Emmalyn Estrada, Paula Van Oppen, Lauren Bennet e Natasha Slayton, le quali provengono dal Canada, dal Regno Unito e dagli Stati Uniti. Nella formazione originale faceva parte anche Simone Battle, la quale è stata trovata morta nella sua casa a West Hollywood il 5 settembre 2014.
Originariamente le componenti del gruppo facevamo parte della nuova line up delle Pussycat Dolls, ma nel febbraio 2013, dopo una serie di cambi di formazione, Robin Antin dichiara di aver accantonato il progetto Pussycat Dolls e che le ultime cinque ragazze selezionate per essere le nuove Pussycat Dolls (Emmalyn Estrada, Paula Van Oppen, Simone Battle, Lauren Bennet e Natasha Slayton) hanno dato vita ad un nuovo gruppo dal nome G.R.L..
Successivamente la formazione del gruppo con il nuovo nome, la band, il 16 giugno 2013, pubblica il loro singolo di debutto intitolato Vacation, il quale viene incluso nella colonna sonora del film d'animazione I Puffi 2. Nel febbraio 2014 collaborano insieme al rapper Pitbull alla canzone Wild Wild Love, mentre nel luglio dello stesso anno esce la canzone Ugly Heart, primo singolo del futuro album del gruppo. Sempre nel luglio 2014 il gruppo pubblica il primo EP, dal titolo G.R.L..
Il 13 gennaio 2015 esce il nuovo singolo del gruppo, il primo dopo la morte di Simone Battle, intitolato, Lighthouse, che verrà seguito due giorni dopo (il 15 gennaio) dal video musicale. Il gruppo decide di sciogliersi nel maggio 2015, comunicandolo ufficialmente il 2 giugno 2015.
Nel giugno 2016 viene annunciato che il gruppo riprenderà l'attività avendo come membri Lauren Bennet, Natasha Slayton e Jazzy Mejia. Emmalyn Estrada e Paula Van Oppen, invece, non prenderanno parte a questo nuovo progetto delle G.R.L..

## EP
| Anno | Titolo                                                                                      | Posizione massima | Posizione massima | Certificazioni |
| Anno | Titolo                                                                                      | AUS               | CAN               | Certificazioni |
| ---- | ------------------------------------------------------------------------------------------- | ----------------- | ----------------- | -------------- |
| 2014 | G.R.L. - Pubblicato: 29 luglio 2014 - Etichetta: Kemosabe, RCA - Formato: download digitale | -                 | -                 | —              |

## Singoli
| Anno | Titolo               | Posizione massima | Posizione massima | Posizione massima | Posizione massima | Posizione massima | Posizione massima | Posizione massima | Posizione massima | Posizione massima | Posizione massima | Posizione massima | Album                | Certificazioni                                                       |
| Anno | Titolo               | US                | BEL               | AUS               | NZ                | KR                | IR                | SCO               | SWE               | UK                | NL                | NO                | Album                | Certificazioni                                                       |
| ---- | -------------------- | ----------------- | ----------------- | ----------------- | ----------------- | ----------------- | ----------------- | ----------------- | ----------------- | ----------------- | ----------------- | ----------------- | -------------------- | -------------------------------------------------------------------- |
| 2013 | Vacation             | -                 | -                 | -                 | -                 | 97                | -                 | -                 | -                 | -                 | -                 | -                 | I Puffi 2 Soundtrack | -                                                                    |
| 2014 | Show Me What You Got | -                 | -                 | -                 | -                 | -                 | -                 | -                 | -                 | -                 | -                 | -                 | G.R.L.               | -                                                                    |
| 2014 | Ugly Heart           | -                 | 21                | 2                 | 3                 | 11                | 2                 | 5                 | 7                 | 11                | 84                | 17                | G.R.L.               | - ARIA: 3x Platino - BPI: Oro - IFPI SWE: 2x Platino - RMNZ: Platino |
| 2015 | Lighthouse           | -                 | -                 | 30                | 18                | -                 | 59                | 24                | -                 | -                 | 55                | -                 | -                    | - RMNZ: Oro                                                          |
| 2016 | Kiss Myself          | -                 | -                 | -                 | -                 | -                 | -                 | -                 | -                 | -                 | -                 | -                 | -                    | -                                                                    |
| 2017 | Are We Good          | -                 | -                 | -                 | -                 | -                 | -                 | -                 | -                 | -                 | -                 | -                 | -                    | -                                                                    |

### Come artista partecipante
| Anno | Titolo                                    | Posizione massima | Posizione massima | Posizione massima | Posizione massima | Posizione massima | Posizione massima | Posizione massima | Album         | Certificazioni |
| Anno | Titolo                                    | US                | AUS               | CAN               | FRA               | IRE               | NZ                | UK                | Album         | Certificazioni |
| ---- | ----------------------------------------- | ----------------- | ----------------- | ----------------- | ----------------- | ----------------- | ----------------- | ----------------- | ------------- | -------------- |
| 2014 | Wild Wild Love (Pitbull featuring G.R.L.) | 30                | 20                | 22                | 90                | 30                | 25                | 6                 | Globalization | *ARIA: Platino |

## Videografia

### Video musicali
| Anno | Titolo         | Regista             |
| ---- | -------------- | ------------------- |
| 2013 | Vacation       | Hannah Lux Davis    |
| 2014 | Wild Wild Love | David Rousseau      |
| 2014 | Ugly Heart     | Chris Marrs Piliero |
| 2015 | Lighthouse     | Daniel Carberry     |